# Alejandra Borrero
Alejandra Borrero (Popayán, 25 de abril de 1962) é uma atriz e cantora colombiana.

## Filmografia

### Televisão
- Protagonistas de Nuestra Tele #3 (2013)
- Allá te espero (2013) - Magnolia Jaramillo de Restrepo
- CM& (2012)
- Protagonistas de Nuestra Tele #2 (2012)
- Puro Teatro  (2012)
- Protagonistas de Nuestra Tele  (2010)
- A corazón abierto (2010) Helena Cavalier
- Amor en custodia (2009 - 2010) Paz Delucci / Mónica Martínez
- El último matrimonio feliz(2008) Antonia Palacio
- Tiempo final (2008) - Irene
- Mujeres asesinas (2007) - Emilia
- Pura sangre (2007) Genoveva Lagos
- La hija del mariachi (2006) Raquel de Guerrero
- Merlina, Mujer Divina (2005) Soledad Carbó
- Protagonistas de novela 3 "El juicio final" (2004) - Professora
- Punto de giro (2003) - Estefanía Braun / Katherine Braun
- Vale todo (telenovela) (2002) - Helena Roitman
- Esta boca es mía (2001)
- Solterita y a la orden (2001) - Amalia
- Me muero por ti (1999) - Julia
- Francisco el matemático (1999) Amanda Pineda
- El Fiscal (1999) - Tatiana Toledo de Valencia
- Amores como el nuestro (1998) - Carmen Elvira
- Perfume de agonía (1997) - Helena
- Hombres (serie de televisión) (1996) - María Fernanda Acosta combers Padilla
- La otra mitad del sol (1996) Diana
- Café con aroma de mujer (1994) Lucía Sandoval Portocarrero de Vallejo
- Crónicas de una generación trágica (1993) Serie Doña Francisca Villanova
- La maldición del paraíso (1993)
- Espérame al final (1992)
- Escalona (1992) - Ana Belén
- La María (1992) - La madre
- LP loca pasión (1989) - Laura
- Azúcar (1989) Caridad Solaz
- Al final del arco iris (1988)
- Décimo grado (1988)
- La otra cara de la moneda (1987)
- Las muertes ajenas (1987)
- Marcela (1987)
- Por amor (1987)
- Cuentos del domingo (1987)

### Cinema
- Anina (2014)
- Poker (2009).... Chefe da Mafia
- Del amor y otros demonios (2009)
- Miradas urgentes (2008).... Alicia
- El amor en los tiempos del cólera (2007).... Doña Blanca
- Hacia la oscuridad (2007).... Marta Gutiérrez
- Rosario Tijeras (2005).... Doña Ruby
- Cuando rompen las olas (2005).... Helena
- 'Bolívar soy yo (2001).... vicepresidenta
- Soplo de vida (1999).... mujer en las escaleras
- La deuda (1997).... Eugenia Alfaro
- La noche que nos visitó Sonia (1987)
- La madremontes (1986)
- Debajo de las estrellas (1986)

### Teatro
- Menáge à Trois (2013)
- Pharmakon  (2013)
- A 2.50 La Cuba Libre (2013)
- Cinco Mujeres Un Mismo Trato (2012-2013)
- Habitación 3.3.3 (2012)
- Pharmakon  (2012)
- Pharmakon  (2011)
- a 2.50 la cuba libre (2010)
- Bajo el volcán (2008)
- Pharmakon (2008)
- A la sombra del volcán (2006)
- Frankie y Johny al claro de luna (2003-2006)
- Púrpura (2002)
- La Clepsidra (1995)

## Prêmios e indicações

### India Catalina
| Ano  | Categoria                    | Trabalho                 | Resultado |
| ---- | ---------------------------- | ------------------------ | --------- |
| 2014 | Melhor atriz coadjuvante     | Allá te espero           | Pendente  |
| 2010 | Melhor atriz protagonista    | Amor en custodia         | Venceu    |
| 2008 | Melhor protagonista de série | Mujeres asesinas         | Venceu    |
| 1996 | Melhor atriz protagonista    | La otra mitad del sol    | Venceu    |
| 1994 | Melhor atriz protagonista    | La maldición del paraíso | Venceu    |
| 1991 | Melhor atriz protagonista    | Azúcar                   | Indicado  |

### TVyNovelas
| Ano  | Categoria                    | Trabalho                   | Resultado |
| ---- | ---------------------------- | -------------------------- | --------- |
| 2014 | Melhor atriz coadjuvante     | Alla te espero             | Pendente  |
| 2010 | Melhor atriz protagonista    | Amor en custodia           | Venceu    |
| 2009 | Melhor atriz protagonista    | El último matrimonio feliz | Venceu    |
| 1999 | Melhor protagonista de série | Francisco el matemático    | Indicado  |
| 1998 | Melhor atriz coadjuvante     | Hombres                    | Indicado  |
| 1996 | Melhor protagonista de série | La otra mitad del sol      | Venceu    |
| 1995 | Melhor atriz coadjuvante     | Café, con aroma de mujer   | Indicado  |
| 1994 | Melhor atriz coadjuvante     | La maldición del paraíso   | Indicado  |

### Símon Bolívar
| Ano  | Categoria                | Trabalho                 | Resultado |
| ---- | ------------------------ | ------------------------ | --------- |
| 1997 | Melhor atriz             | Perfume de agonía        | Ganadora  |
| 1995 | Melhor atriz             | La otra mitad del sol    | Venceu    |
| 1994 | Melhor atriz             | El ausente               | Nominada  |
| 1994 | Melhor atriz coadjuvante | Café, con aroma de mujer | Nominada  |
| 1993 | Melhor atriz coadjuvante | La maldición del paraíso | Venceu    |